# Paola García Lozano
Paola García Lozano (22 de febrero de 2006) es una deportista española que compite en karate, en la modalidad de kata.
Ganó dos medallas de bronce en el Campeonato Mundial de Karate de 2023 y cuatro medallas en el Campeonato Europeo de Karate entre los años 2023 y 2025. En los Juegos Europeos de Cracovia 2023 obtuvo una medalla de oro en la prueba individual.
Además, consiguió una medalla de bronce en los Juegos Mundiales de 2025, en la prueba individual.

## Palmarés internacional
| Campeonato Mundial | Campeonato Mundial   | Campeonato Mundial | Campeonato Mundial |
| Año                | Lugar                | Medalla            | Prueba             |
| ------------------ | -------------------- | ------------------ | ------------------ |
| 2023               | Budapest (Hungría)   | Medalla de bronce  | Individual         |
| 2023               | Budapest (Hungría)   | Medalla de bronce  | Equipo             |
| Juegos Mundiales   |                      |                    |                    |
| Año                | Lugar                | Medalla            | Prueba             |
| 2025               | Chengdu (China)      | Medalla de bronce  | Individual         |
| Juegos Europeos    |                      |                    |                    |
| Año                | Lugar                | Medalla            | Prueba             |
| 2023               | Cracovia (Polonia)   | Medalla de oro     | Individual         |
| Campeonato Europeo |                      |                    |                    |
| Año                | Lugar                | Medalla            | Prueba             |
| 2023               | Guadalajara (España) | Medalla de oro     | Individual         |
| 2024               | Zadar (Croacia)      | Medalla de bronce  | Individual         |
| 2025               | Ereván (Armenia)     | Medalla de oro     | Equipo             |
| 2025               | Ereván (Armenia)     | Medalla de bronce  | Individual         |